# Peltacanthina splendida
Peltacanthina splendida är en tvåvingeart som beskrevs av Friedrich Georg Hendel 1914. Peltacanthina splendida ingår i släktet Peltacanthina och familjen bredmunsflugor.
Artens utbredningsområde är Malawi. Inga underarter finns listade i Catalogue of Life.